# Peter H. Wilson
Peter Hamish Wilson (* 1963) ist ein britischer Historiker. Seit 2015 ist er Inhaber des Chichele-Lehrstuhls für Kriegsgeschichte am All Souls College der University of Oxford.

## Leben
Wilson studierte an der University of Liverpool (BA (Hons)) und am Jesus College der University of Cambridge (Ph.D.). Er spezialisierte sich auf deutsche Geschichte und Militärgeschichte.
1990 wurde er Lecturer in Modern European History an der University of Sunderland und 1994 an der Newcastle University. 1998 ging er als Reader zurück nach Sunderland, wo er von 2001 bis 2006 Professor of Early Modern History an der University of Sunderland wurde. Von 2007 bis 2015 war er Grant Professor of History an der University of Hull. 2011 war er Visiting Fellow am Exzellenzcluster der Westfälischen Wilhelms-Universität in Münster. Weitere Lehrverpflichtungen hatte er 2011 an der High Point University in High Point, North Carolina und am National War College in Washington, D.C. 2015 folgte er Hew Strachan auf den Chichele-Lehrstuhl für Kriegsgeschichte am All Souls College der University of Oxford.
Von 2002 bis 2010 organisierte er gemeinsam mit Michael Schaich Workshops der German History Society am Deutschen Historischen Institut London (DHIL). Außerdem war er Co-Kurator von Ausstellungen: 1998 in der Hatton Gallery in Newcastle (Thema: „Africa in the European Imagination“) und 2012 im Neuen Palais in Potsdam (Thema: “Great Britain, America and the Atlantic World”).
Er gehört u. a. den Editorial Advisory Boards folgender Zeitschriften an: International History Review (2006–2010), War & Society und British Journal for Military History.
Wilson ist überdies Fellow der Royal Historical Society (FRHistS).

## Auszeichnungen (Auswahl)
- 2009: Choice Outstanding Academic Title of the Year für The Thirty Years War: Europe's Tragedy
- 2011: Distinguished Book Awards, Society for Military History für The Thirty Years War: Europe's Tragedy

## Schriften (Auswahl)
- War, state and society in Württemberg, 1677–1793 (= Cambridge Studies in Early Modern History). Cambridge University Press, Cambridge 1995, ISBN 0-521-47302-0.
- German armies. War and German politics, 1648–1806. UCL Press, London 1998, ISBN 1-85728-106-3.
- Absolutism in Central Europe (= Historical Connections Series). Routledge, London 2000, ISBN 0-415-23351-8.
- From Reich to revolution. German history, 1558–1806. Palgrave Macmillan, Houndmills 2004, ISBN 0-333-65244-4.
- (Hrsg.): 1848. The Year of Revolutions (= International Library of Essays in Political History). Ashgate, Aldershot 2006, ISBN 978-0-7546-2569-8.
- (Hrsg.): Warfare in Europe 1815–1914 (= International Library of Military History). Ashgate, Aldershot 2006, ISBN 978-0-7546-2478-3.
- (Hrsg.): A Companion to Eighteenth-Century Europe. Blackwell, Oxford 2008, ISBN 978-1-4051-3947-2.
- (Hrsg.): mit Alan Forrest: The Bee and the Eagle: Napoleonic France and the end of the Holy Roman Empire, 1806. Palgrave, Basingstoke 2009, ISBN 978-0-230-00893-9.
- Europe’s Tragedy: A History of the Thirty Years War. Allen Lane, London 2009, ISBN 978-0-14-193780-9.
  - deutsch: Der Dreißigjährige Krieg. Eine europäische Tragödie. Aus dem Englischen von Thomas Bertram, Tobias Gabel und Michael Haupt. Theiss, Darmstadt 2017, ISBN 978-3-806236286.
- (Hrsg.): The Thirty Years War: A Sourcebook. Palgrave, Basingstoke 2010, ISBN 978-0-230-24205-0.
- mit Robert Evans (Hrsg.): The Holy Roman Empire, 1495–1806: A European Perspective. Brill, Leiden 2012, ISBN 978-90-04-20683-0.
- The Holy Roman Empire. A Thousand Years of Europe’s History. Allen Lane, London 2016, ISBN 978-1-84614-318-2.
- Iron and Blood: A Military History of the German-Speaking Peoples since 1500. Belknap, Cambridge 2023, ISBN 978-0-674-98762-3.